# 普慶戲院

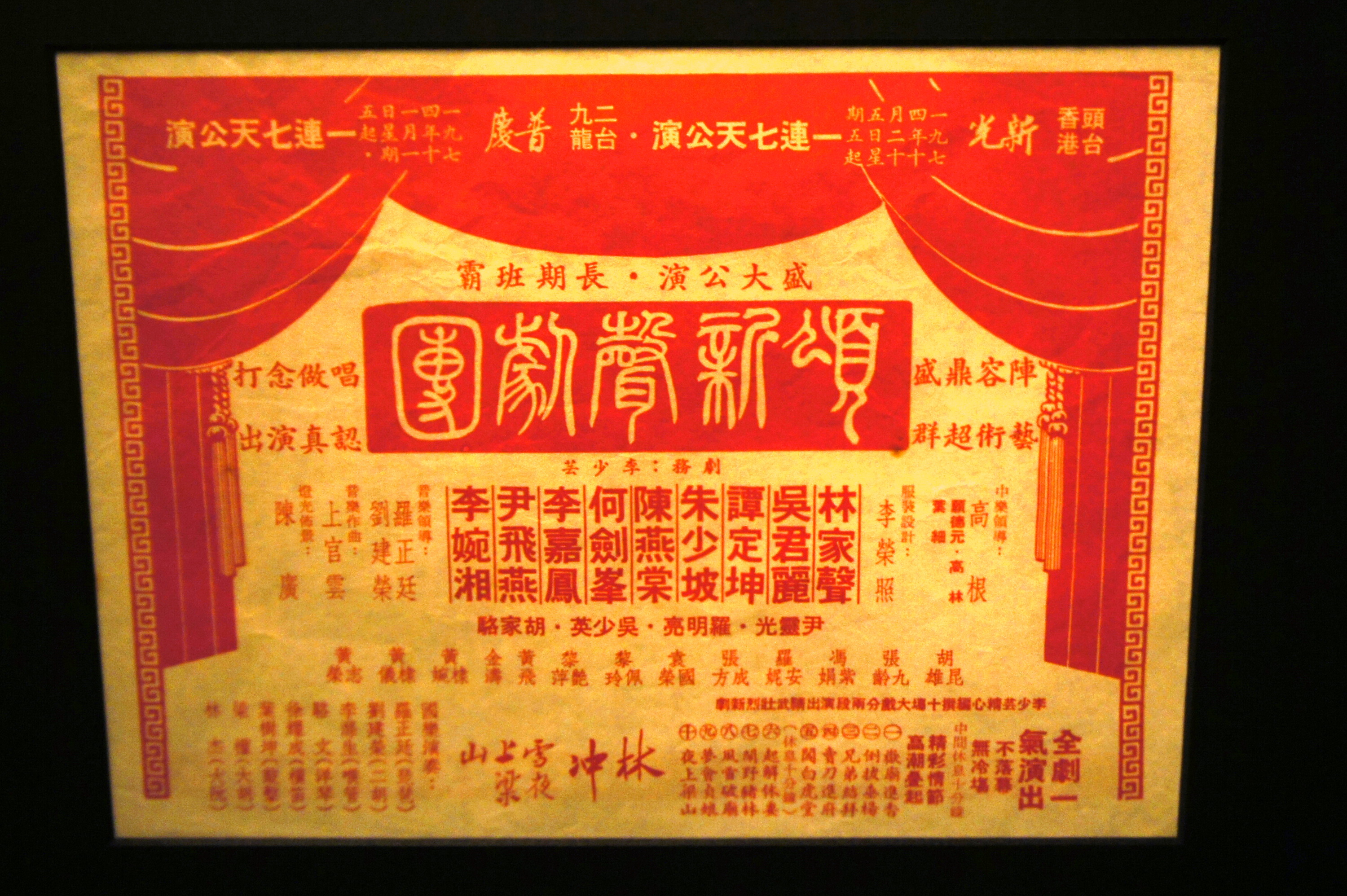
「頌新聲劇團」1974年於普慶戲院公演「林沖雪夜上梁山」的戲橋（香港文化博物館藏品）

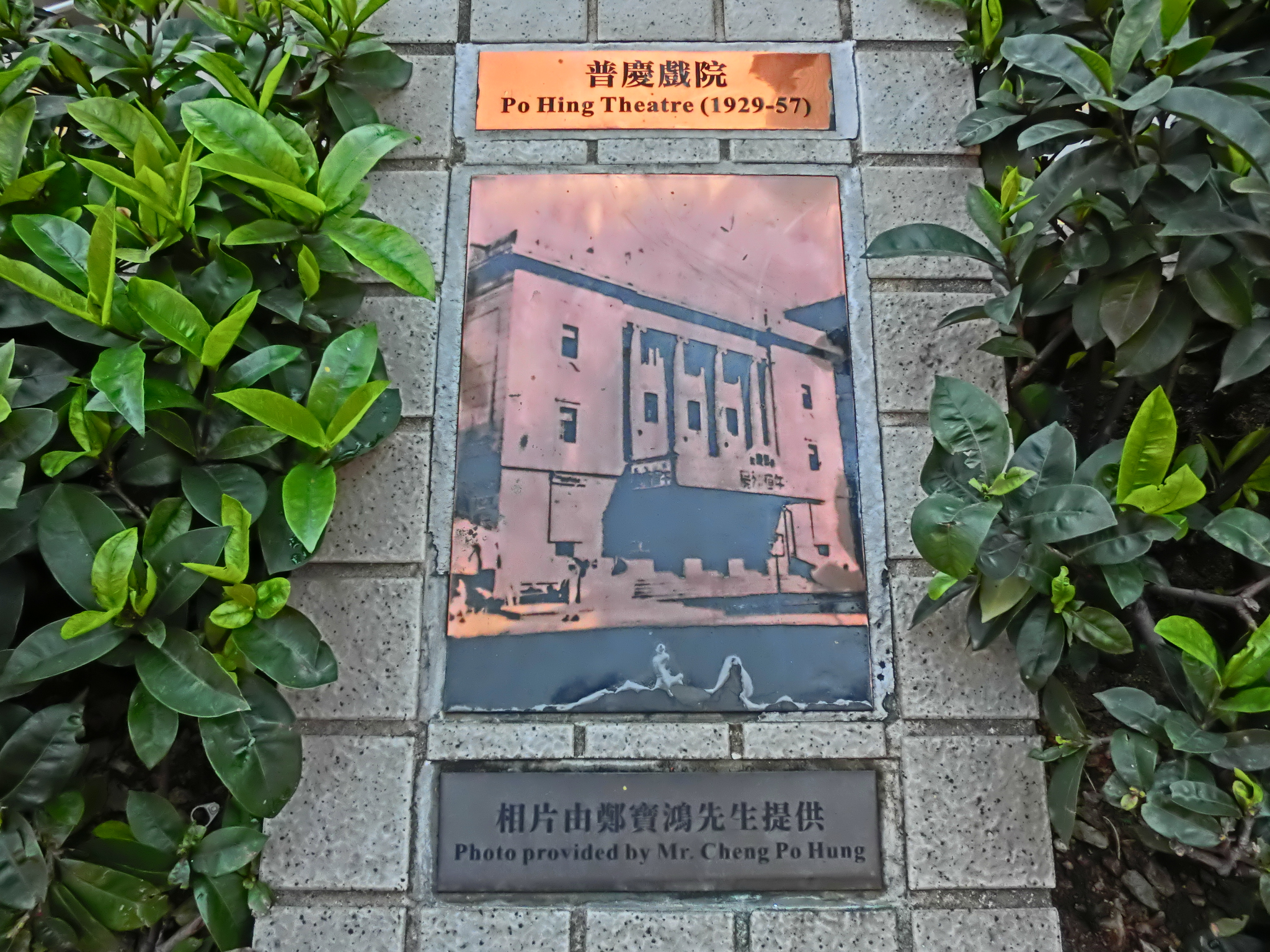
歷史圖片

普慶戲院（英文：Astor Theatre）是香港九龍區一間曾經存在過的戲院，位於油麻地甘肅街和彌敦道的交界（門牌地址是彌敦道380號）。
普慶戲院的歷史相當悠久，早在1902年就開始服務九龍區的市民。普慶戲院也曾是一個多元化的娛樂表演場地，在北角英皇道的新光戲院尚未落成時（1970年代之前），普慶戲院是當年港九僅有數間兼做粵劇表演的戲院之一（其餘包括香港銅鑼灣利舞臺、西環太平戲院及荔枝角的百麗殿舞台等）。
普慶戲院自二十世紀初至廿一世紀初結業為止，百年間曾數度重建，其中1928年重建得更豪華，以切合有聲電影的流行；1955年拆卸重建，1957年12月建成十二層高大樓，戲院重開，放映西片為主。直至1987年鷹君購入戲院，重建為現時的逸東酒店及基座的普慶廣場，並宣佈於同年10月展開工程，普慶戲院亦因此拆卸重建。1990年普慶戲院在重建後普慶廣場內以迷你戲院的形象示人，可惜盜版問題猖獗，加上1996年起香港電影市道持續低迷，至2002年左右終於黯然結業。但不少人以普慶戲院拆卸改建的1987年為普慶戲院正式結業的年份。。

## 鬧鬼傳聞

### 廁格紅鞋
話說事件發生於港產片已開始衰落的時期，入場人數不多，一名少女看電影時人有三急，於是有獨個兒走到女廁，女廁內的兩個廁格都關上了門，等了良久終沒有人出來，少女拍門後便彎下身看看廁格內是否真的有人，眼前就只有一對紅色的繡花鞋，齊齊整整地放在廁格內，但並沒有人穿上。這時耳邊就響起一陣細語，一把女聲說：「快啲走！快啲走！」。

### 冰冷的手
事件被形容為木無表情、身穿唐裝衫褲的男人，伸出極長而且冰冷的手觸摸看電影的人。

## 資料來源
1. ↑  . 香港電台TeenPower網站. 2009  [2011-11-03]. （原始内容存档于2014-10-31）.
2. ↑  靈異經典 普慶戲院 （页面存档备份，存于）《東周刊》416期